# Aldo Forzinetti
Aldo Forzinetti (Milano, 8 dicembre 1914 – Cielo del Mediterraneo, 17 dicembre 1941) è stato un aviatore e militare italiano, in forza alla specialità aerosiluranti della Regia Aeronautica partecipò alla seconda guerra mondiale, venendo insignito della Medaglia d'oro al valor militare alla memoria per il coraggio dimostrato nell'ultima azione.

## Biografia
Nacque a Milano l'8 dicembre del 1914, figlio di Mario, un imprenditore del settore calzaturiero. Appassionatosi al mondo dell'aviazione conseguì il brevetto di pilota civile, laureandosi anche in giurisprudenza.
Nel settembre del 1937 decise di arruolarsi nella Regia Aeronautica, venendo nominato sottotenente pilota di complemento. il 20 dicembre dello stesso anno.
Tra il 18 aprile 1938 e il 21 luglio 1939 prestò servizio presso la 58ª Squadriglia, 32º Gruppo, del 10º Stormo Bombardamento Terrestre. Presso questo reparto conseguì il brevetto di pilota militare in data 25 maggio 1938 su velivolo Savoia-Marchetti S.M.81 Pipistrello.
A partire dal 18 agosto dello stesso anno iniziò a volare a bordo del nuovo trimotore Savoia-Marchetti S.79 Sparviero, ma nel contempo compì anche l'addestramento al pilotaggio del bimotore Caproni Ca.310.
Verso al fine del luglio 1939 fu messo in congedo, ritornando a lavorare presso l'industria di famiglia, ed iscrivendosi contemporaneamente alla facoltà di scienze politiche presso l'Università di Pavia.
Poco prima dell'entrata in guerra dell'Italia fu richiamato in servizio attivo. Su sua domanda, il 25 luglio del 1940, viene destinato alla neocostituita specialità aerosiluranti, entrando a far parte del Reparto Sperimentale Aerosiluranti stanziato sull'aeroporto di Gorizia-Merna, ed equipaggiato con velivoli S.79. Presso tale reparto compì l'addestramento al lancio dei siluri presso il siluripedio costituito nel porto di Fiume.
In seno alla neocostituita 278ª Squadriglia, e poi alla 281ª Squadriglia, compì numerose missioni sul Mediterraneo, venendo più volte citato sui Bollettini di Guerra.
L'11 agosto 1941 insieme al capitano Carlo Emanuele Buscaglia e al tenente Giulio Cesare Graziani attaccò, 40 miglia a nord-ovest di Porto Said, il posareti britannico Protector. Colpito alle ore 16.30 dal suo siluro che causò l'arresto della sala macchine, l'uccisione di due uomini e il ferimento di altri tre, l'unità fu rimorchiata a Porto Said. dalla corvetta Salvia, per poi essere inviato a Bombay dove ultimò le riparazioni.

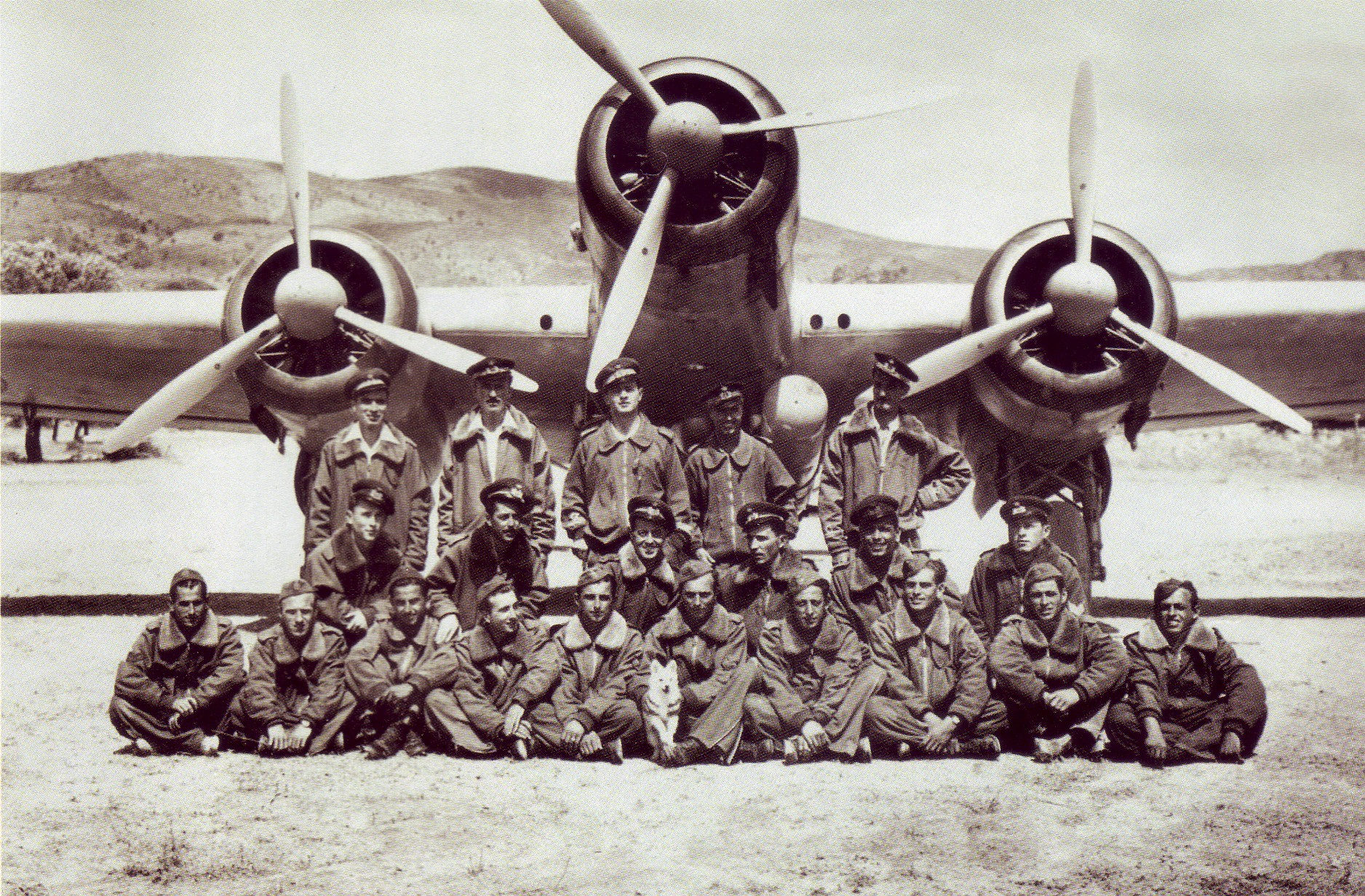
La 281ª squadriglia nella base di Gadurrà nel giugno 1941

Il 20 agosto attaccò, insieme a Graziani, una petroliera britannica a nord di Porto Said, che colpita da un siluro ed avendo riportato danni considerevoli, affondò nel porto di Beirut raggiunto dopo una lenta e faticosa navigazione. 
Il 17 dicembre decollò da Bengasi insieme a Buscaglia e Faggioni. I tre aerei della formazione si unirono ai velivoli della 281ª Squadriglia pilotati da Cimicchi, Cipelleti e Rovelli provenienti dall'aeroporto di Rodi-Gadurrà, e i sei aerei attaccarono un convoglio nemico nel Mediterraneo centrale nell'ambito dell'operazione Halberd. Durante il tentativo di silurare il trasporto Breconshire il suo aereo venne abbattuto dal fuoco contraereo delle navi di scorta, con la morte di tutto l'equipaggio. Per il coraggio dimostrato in quest'ultima azione venne insignito della Medaglia d'oro al valor militare alla memoria.
Dopo la sua morte fu promosso postumo al grado di tenente e l'Università di Pavia gli conferì la laurea ad honorem in scienze politiche. La sezione di Milano dell'Associazione Arma Aeronautica, costituita nel 1954, porta il suo nome.

### Annotazioni
1. ↑  La famiglia risiedeva in Piazza Duse.
2. ↑  Rimase orfano del padre in tenera età, e perse suo fratello il tenente di vascello Luigi, caduto durante un volo di addestramento.
3. ↑  Durante la sua permanenza presso il reparto effettuò un totale di 211 voli, sia diurni che notturni, per un totale complessivo di 152 ore e 40 minuti di volo.
4. ↑  Tra gli ultimi giorni di luglio e i primi giorni di agosto arrivarono a Gorizia i seguenti piloti: Maggiori Vincenzo Dequal (che subentrò al comando dell'unità al Capitano Amedeo Mojoli) e Enrico Fusco, i tenenti Franco Melley, Carlo Emanuele Buscaglia, Carlo Copello, e i sottotenenti Guido Robone e Aldo Forzinetti. Inoltre arrivarono anche il tenente di vascello osservatore Giovanni Marazio e il sottotenente di vascello osservatore Giovanni Bertoli.
5. ↑  Il Reparto Sperimentale Aerosiluranti si trasformò nella 278ª Squadriglia in data 3 settembre 1940.
6. ↑  Si trattava dell'S.79 MM.23960.

### Fonti
1. 1 2 3 4 5  Ufficio Storico dell'Aeronautica Militare 1969, p. 177.
2. 1 2  Dunning 1988, p. 35.
3. 1 2  Brotzu, Caso, Cosolo 1972, p. 37.
4. ↑  Brotzu, Caso, Cosolo 1972, p. 54.
5. 1 2 3  Mattioli 2014, p. 7.
6. ↑  Mattioli 2014, p. 9.
7. ↑  Brotzu, Caso, Cosolo 1972, p. 63.
8. 1 2 3 4  Brotzu, Caso, Cosolo 1972, p. 64.
9. 1 2 3  Mattioli 2014, p. 27.
10. 1 2 3  Mattioli 2014, p. 28.
11. ↑  Bollettino Ufficiale 1942 disp. 37 pag. 1921 e disp. 46 pag. 2496.